# Зцілення сліпого у Вифсаїді

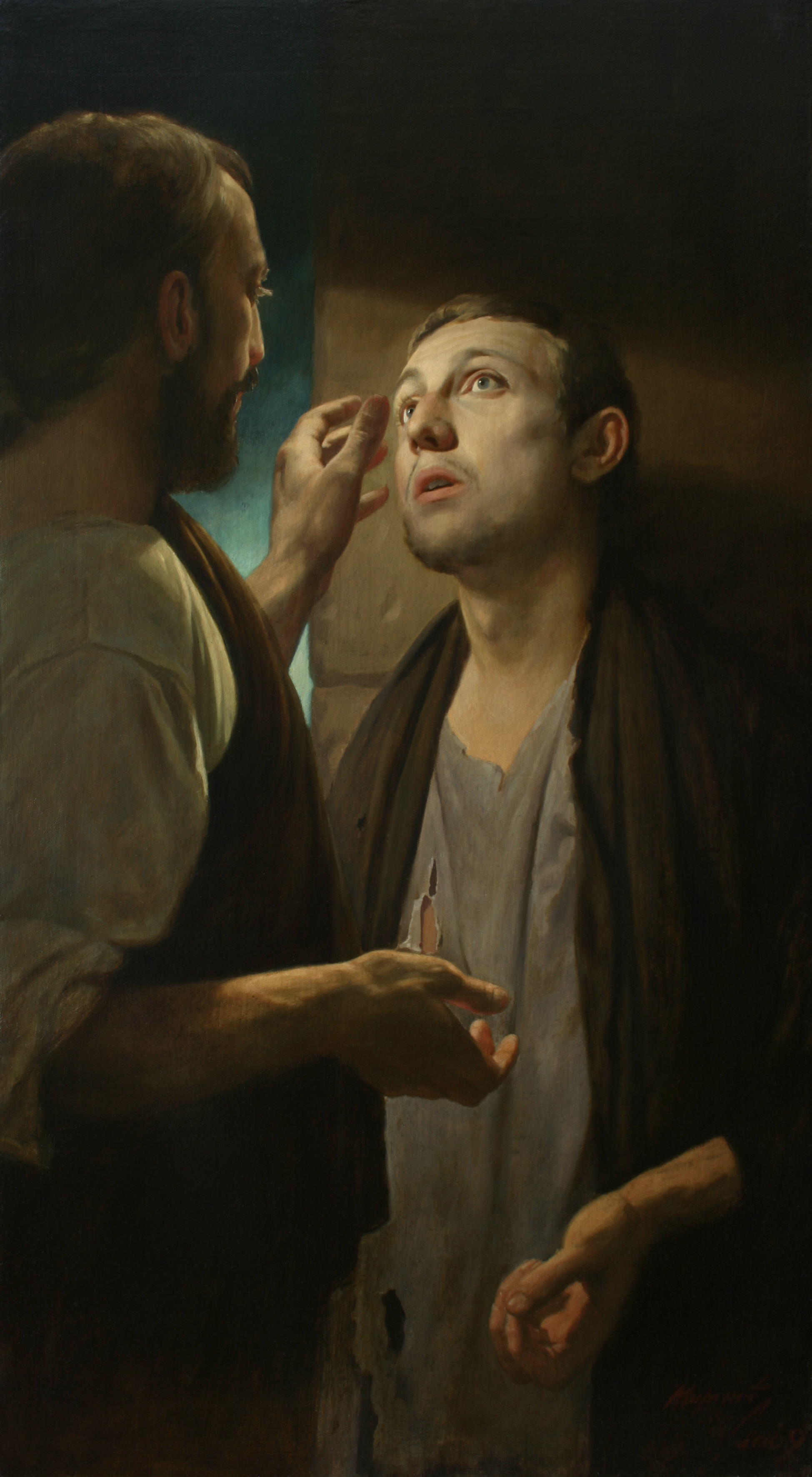
Зцілення сліпого у Вифсаїді

Зцілення сліпого у Вифсаїді — євангельська подія, одно з чудес Ісуса Христа описана у Євангелії від Марка: Мк. 8:22-26. Точне розташування Віфсаїди в цьому фрагменті підлягає дискусіям серед вчених, але ймовірно, це була Бетсаїда Юлія, на північному березі Галілейського моря.

Згідно з розповіддю євангелиста Марка, коли Ісус прибув до Віфсаїди, міста Галілеї, його попросили зцілити сліпого: 

В Євангелії від Марка збереглися найдавніші сліди традиції двох характерних жестів Ісуса: використання слини та покладання рук. В обох випадках Христос використовував такі матеріальні елементи, як слина та грязь. Двостадійний процес зцілення мав катехитичний сенс за редагуванням євангелії Марком. Подібно до того, як учні не відразу розуміли і зрозуміли пізніше, ким був Учитель Назарету, так само сліпі спочатку побачили, ніби окреслено, і лише після покладання рук знову чітко. Редакційний сенс розміщення опису в цьому конкретному місці в євангелії, безпосередньо перед визнанням віри Симоном Петром, не суперечить історичності події.
Розташування Бетсаїди визначено ізраїльськими археологами в 1987 році на північ від Тиверіадського озера. Там поки не знайдено залишків християнських храмів, які б згадували чудо зцілення сліпого. На місці розкопок є ізраїльський археологічний парк, відкритий для громадськості.